# Love Is in the Air (2023)
Love Is in the Air ist ein australischer Spielfilm aus dem Jahr 2023 von Adrian Powers mit Delta Goodrem und Joshua Sasse. Die romantische Komödie wurde am 28. September 2023 auf Netflix veröffentlicht.

## Handlung
Dana Randall ist die einzige Pilotin der australischen Fullerton Airways, die von ihrer verstorbenen Mutter Clara und ihrem Vater Jeff gegründet wurde. Ihr Vater kritisiert Dana dafür, dass sie die gemeinnützige Luftunterstützung zur Versorgung der Inselgemeinden wichtiger nimmt, als zahlende Kundschaft wie Touristen, zumal sich das Unternehmen in den roten Zahlen befindet und Ersatzteile ständig teurer werden. Danas beste Freundin ist die Mechanikerin Nikki, die sich um die Wartung des Flugzeuges kümmert.
William Mitchell ist für die ITCM Financial seines Vaters Duncan in London tätig. Er möchte seinen Vater von seinen fachlichen Qualitäten überzeugen. William schlägt daher vor, die Gesellschaft Fullerton Airways, die von ITCM Financial finanziert wird und schrumpfende Gewinne aufweist, zu schließen und die Vermögenswerte zu verkaufen, um die Schulden loszuwerden. Duncan möchte, dass William selbst nach Australien fliegt und sich um die Schließung kümmert und gibt ihm dafür eine Woche Zeit. Falls er erfolgreich ist, möchte Duncan seinen Sohn seinem Vorstand als Junior-Direktor vorschlagen. Das Team von Fullerton Airways wird von William vor seiner Ankunft nicht über seine wahren Absichten informiert, vorgeblich möchte er nur einen Blick in die Bücher werfen und sich vor Ort ein Bild des Unternehmens verschaffen.
Im Zuge von gemeinsamen Versorgungsflügen kommen sich Dana und William näher. Bei einem der Flüge kommt es zu einer Motorpanne, sodass sie notlanden müssen. Dana gelingt es mit Unterstützung von William, den Defekt selbst zu beheben. Unter anderem beobachten die beiden gemeinsam Sternbilder am Nachthimmel, was für William im London aufgrund der Lichtverschmutzung bislang nicht möglich war. Während William die Tage mit Dana genießt, wird Duncan zunehmend nervös, weil sein Sohn sich länger nicht bei ihm gemeldet hat.
In einem Telefonat teilt William seinem Vater mit, dass er es für einen Fehler hält, Fullerton zu schließen. Das Gespräch wird zufällig von Nikki mitangehört. William verspricht Dana, eine Schließung zu verhindern, ein Streit zwischen den beiden wird durch einen an annähernden Zyklon unterbrochen. Am Tag nach dem Sturm brechen Dana und William wieder mit medizinischer Ausrüstung, Wasser, Essen und Decken zu Versorgungsflügen auf, um den vom Sturm betroffenen Menschen zu helfen.
Jeff erhält eine Mail von ITCM Financial, in der die sofortige Schließung von Fullerton Airways mitgeteilt wird. Dana fliegt daraufhin nach London, um Duncan und den Vorstand von ihren Expansionsplänen mit mehreren Piloten und Flugzeugen zu überzeugen, ITCM Financial soll diese finanzieren. Nachdem sich Duncan nicht umstimmen lässt, reicht William seine fristlose Kündigung ein, um für Fullerton Airways als Finanzberater zu arbeiten. Gemeinsam gelingt es Dana und William, Duncan doch noch von ihren Plänen zu überzeugen.

## Synchronisation
Die deutsche Synchronisation übernahm die Iyuno Germany. Das Dialogbuch schrieb Bernhard Völger, der auch Dialogregie führte.
| Rolle            | Darsteller            | Synchronsprecher |
| ---------------- | --------------------- | ---------------- |
| Dana Randall     | Delta Goodrem         | Jill Böttcher    |
| William Mitchell | Joshua Sasse          | Florian Clyde    |
| Duncan Mitchell  | Hugh Parker           | Erich Räuker     |
| Jeff Randall     | Roy Billing           | Tobias Lelle     |
| Heath            | Simon Brook McLachlan | Bernhard Völger  |
| Mary             | Caera Bradshaw        | Isabelle Schmidt |
| Michelle         | Mia Grunwald          | Isabelle Schmidt |
| Nikki            | Steph Tisdell         | Cornelia Waibel  |
| Serena           | Daniela Pizzirani     | Jenny Löffler    |

## Produktion und Hintergrund

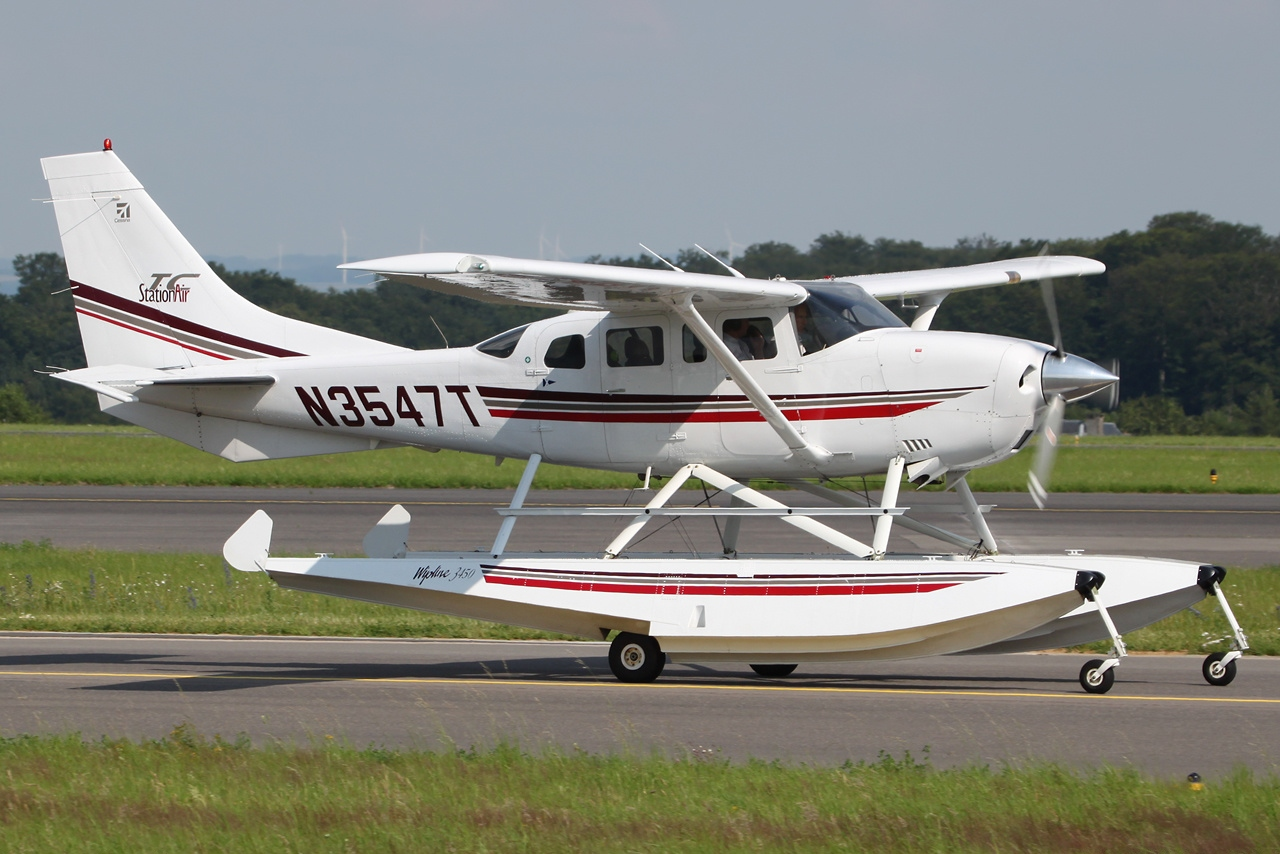
Eine Cessna 206, wie sie im Film zu sehen ist

Der Film wurde von der Steve Jaggi Company produziert, als Produzenten fungierten Steve Jaggi, Kelly Son Hing und Kylie Pascoe.
Die Dreharbeiten fanden im australischen Bundesstaat Queensland statt. Drehorte waren unter anderem der Touristenort Airlie Beach sowie die Whitsunday Islands, wo auch Ticket ins Paradies mit George Clooney und Julia Roberts entstand.
Die Kamera führte Tony O’Loughlan, die Musik schrieb Matt Rudduck, die Montage verantwortete Ahmad Halimi und das Casting Ben Parkinson. Das Set-Design gestaltete Dylan Schenkeveld, das Kostümdesign Andrew Cox und das Maskenbild Jennifer Holt und Helen Tuck. Regisseur und Drehbuchautor Adrian Powers hatte zuvor unter anderem die romantische Komödie A Royal in Paradise realisiert.

## Musik
- Skyline Country – Clive Michael Oliver Carroll[7]
- Ocean Drive – William James McAuley III, Guy Wallace
- Taking Flight – Paul Reeves
- Roll the Dice – Danny J. Grace & Gem. M. Jones
- Big Red Heart – Kenneth E. Belcher
- Bringing Country to Paradise – Brett Carr Boyett

## Rezeption
Oliver Armknecht bewertete den Film auf film-rezensionen.de mit vier von zehn Punkten. Der Film sei eine typische Liebeskomödie, bei der sich zwei Menschen auf einer Lüge basierend näherkommen. Geschichte und Figuren seien Wegwerfware, es fehle am Inhalt und auch an einer spürbaren Chemie. Die Aufnahmen seien dafür ganz hübsch, wenn die beiden Hauptfiguren in einem kleinen Flieger unterwegs sind.
Luke Buckmaster vergab in der Tageszeitung The Guardian einen von fünf Sternen und kritisierte, dass alle wichtigen Handlungspunkte leicht vorhersehbar seien.